# Storena fronto
Storena fronto là một loài nhện trong họ Zodariidae.
Loài này thuộc chi Storena. Storena fronto được Tord Tamerlan Teodor Thorell miêu tả năm 1887.